# 1060 هـ
1060 هـ هي سنة في التقويم الهجري امتدت مقابلةً في التقويم الميلادي بين سنتي 1650 و1650.

## وفيات
- أرسلان باشا - والي عثماني حكم بغداد.